# Serrat de les Alzineres (Abella de la Conca)

El Serrat de les Alzineres, respecte del terme d'Abella de la Conca

El Serrat de les Alzineres és un serrat del terme municipal d'Abella de la Conca, a la comarca del Pallars Jussà.
Està situat al nord de la vall del barranc de la Vall, al nord-est de la vila d'Abella de la Conca. És, de fet, el serrat on es troba Casa Girvàs, tot i que només s'aplica aquest nom a la part baixa del serrat, per sota de la casa. Queda entre el barranc de Cal Calafí, a ponent, i el barranc de Cal Palateres, a llevant.
És un contrafort de la Serra de Carreu, i té al sud-oest el Serrat de Cal Calafí i al sud-est el serrat de la Gavarnera.

## Etimologia
El nom del serrat prové de l'abundor d'alzines tot al llarg del serrat. Tanmateix, actualment és un serrat molt despoblat de vegetació, a causa del devastador incendi que patí tot el vessant meridional de la Serra de Carreu l'agost del 1978. Es tractava, doncs, d'un topònim romànic modern, de caràcter descriptiu.